# Tricotando
Tricotando foi um programa de variedades televisivo brasileiro produzido e exibido pela RedeTV! entre 8 de outubro de 2018 e 2 de outubro de 2020, sob apresentação de Franklin David e Lígia Mendes. O programa focava em notícias de celebridades e bastidores da televisão, tendo ainda as previsões astrológicas de Márcia Fernandes.

## Antecedentes e desenvolvimento
A RedeTV! tem histórico em atrações de variedades focadas no universo do entretenimento e nos bastidores da televisão, exibindo em sua grade regular os programas A Tarde É Sua e TV Fama. Em agosto de 2018, é anunciada a saída da Igreja Universal de algumas faixas da programação da emissora, por conta de um processo de redução de gastos da Universal em mídia televisiva. A ideia era ocupar a faixa diária das 17h às 18h com um programa inspirado no Fofocalizando, do SBT, com amenidades e fofocas sobre celebridades e bastidores de TV. A faixa é alvo de constantes mudanças por conta dos baixos índices de audiência. Durante a produção do novo programa de fofocas, a RedeTV! exibia entre 18h30 e 19h30 os programas Bola na Rede, em versão diária apresentada por Sílvio Luiz, e Denúncia Urgente, um jornalístico que misturava conteúdo policial com vídeos enviados por telespectadores via WhatsApp apresentado por Edie Polo (este originado de um quadro de 10 minutos exibido após a reprise do Operação de Risco, outra aposta da faixa).
Em setembro de 2018, o colunista Ricardo Feltrin revela que a atração se chamaria Tricotando e que  a emissora chegou a conversar simultaneamente com 20 jornalistas, sendo que o elenco inicial iria contar com 2 homens e 1 mulher, além de sondar os jornalistas Leo Dias e Mara Maravilha — dois que integravam o elenco da atração do SBT, sendo que Mara foi dispensada do programa alguns dias antes da estreia. Apresentadoras como Regina Volpato, Olga Bongiovanni e a youtuber Antônia Fontenelle também receberam propostas, mas recusaram.
Paralelo à produção do novo programa, a apresentadora Rosana Jatobá concede entrevista ao site Notícias da TV e confirma que será apresentadora do Tudo em Um, nome provisório para uma reformulação no formato do Tricotando e que este programa passaria a ser mais abrangente, com espaço para jornalismo, moda, bem-estar, sustentabilidade e também para as notícias do mundo dos famosos, mas distanciando dos demais programas já feitos pela casa e sem intenção de polêmicas, enfatizando que "sempre teremos um viés inspirador, que tenha relação com o tema do dia. Não é aquela fofoca ácida, aquela coisa para depreciar ninguém." O formato descrito por Jatobá era similar a outro que havia sido divulgado pela imprensa após a sua contratação pela RedeTV, em 2017. Para o Notícias da TV, Jatobá afirmou não saber quem iria trabalhar com ela, mas que aceitou entrar no projeto sob o fator de ser um programa de variedades — ela foi uma das apresentadoras que recusou comandar o formato de fofocas. Especulava-se que Franklin David, repórter do TV Fama, iria fazer parte do elenco. Ainda em setembro, Ricardo Feltrin anuncia Lígia Mendes como uma das apresentadoras do Tricotando ao lado de Rosana Jatobá e Franklin David, sendo este um programa de fofocas, confirmando sua estreia para 8 de outubro. Os pilotos começaram a ser gravados em 24 de setembro.
No fim do mês de setembro, a assessoria da Rádio Globo enviou uma nota para o colunista Flávio Ricco confirmando a permanência de Rosana Jatobá como âncora do Redação Globo, contrariando informação de que ela deixaria a emissora para se dedicar ao programa na TV. O Redação Globo estava no ar desde a reformulação conhecida como "Nova Rádio Globo", implantada em 2017, e é exibido entre 17h e 18h, no que foi questionado pelo colunista por conta do conflito de horário com o Tricotando, previsto para iniciar às 18h. Faltando alguns dias para a estreia, mais especificamente em 2 de outubro, foram divulgadas pela imprensa as informações de que Jatobá gravou somente um piloto do programa, se recusando a gravar os seguintes por não aceitar o formato de fofocas, e que a mesma deixou o programa por conta da incompatibilidade de horários com o programa de TV e a rádio. Posteriormente, o Notícias da TV revelou que a apresentadora se sentiu enganada pela emissora por conta da oficialização do título do programa como Tricotando e pela linha editorial que discordou da linha editorial adotada pelo programa e a escalação de Lígia Mendes e Franklin David como co-apresentadores contra o acordo de que Jatobá seria âncora do programa com o apoio de colunistas.

## Formato
O formato do Tricotando é definido como simples, onde dois apresentadores que, interagindo com as redes sociais, comentam as últimas notícias das celebridades de modo leve, sem muita polêmica. Antes mesmo do projeto final, o objetivo da emissora era ter um programa similar ao Fofocalizando, mas distanciado dos outros que já são transmitidos na grade. Este diferencial, segundo os apresentadores, seria a forma que os assuntos seriam tratados na atração. Para Lígia Mendes, o compromisso do programa é "alegrar as tardes do telespectador, levando informações que são de seu interesse, com o nosso jeito de fazer", enquanto que Franklin David percebe que "nossa sintonia [ele com Lígia] foi tão imediata, tão natural, que com certeza isso se estenderá ao nosso público."
O cenário do programa foi construído em um estúdio de vidro, direto da central de produções do núcleo de Entretenimento da RedeTV!, onde os telespectadores acompanham a movimentação dos bastidores da emissora.

## Exibição
Tricotando entrou no ar em 8 de outubro de 2018, às 18h, em substituição aos programas Bola na Rede e Denúncia Urgente. Estes programas já haviam sido cortados dois meses antes de sua estreia e tiveram horários vendidos para atrações independentes, mas voltaram pouco tempo antes da estreia do novo programa. Em janeiro de 2020, com a estreia do programa Alerta Nacional, o programa ocupou o horário do meio-dia, até então pertencente a Olga Bongiovanni, que saiu da emissora. Em 21 de setembro, o programa passou a começar as 11h15 da manhã, ocupando o horário de Edu Guedes, que deixou a emissora para ir a Band.

## Recepção

### Audiência
A primeira edição do Tricotando registrou apenas 0,5 pontos de audiência na Grande São Paulo, de acordo com dados do Kantar Ibope Media, e fechou na oitava colocação, atrás da TV Aparecida A audiência é considerada "traço" por estar abaixo de 1 ponto na medição. Em março de 2019, a média do programa oscilava entre 0,4 e 0,5 pontos, muito abaixo das outras atrações do mesmo estilo exibidas na RedeTV!.